# Chiesa della Candelora (Castroreale)
La chiesa della Candelora o chiesa di Santa Maria della Candelora o chiesa della Purificazione (comunemente detta "la Candelora"), sorge lungo l'antica via Artemisia, oggi Corso Umberto I, nella parte occidentale del comune di Castroreale a ridosso del Castello di Castroreale. Appartenente all'arcidiocesi di Messina-Lipari-Santa Lucia del Mela, vicariato di Barcellona Pozzo di Gotto sotto il patrocinio di San Sebastiano, arcipretura di Castroreale, parrocchia della Candelora.

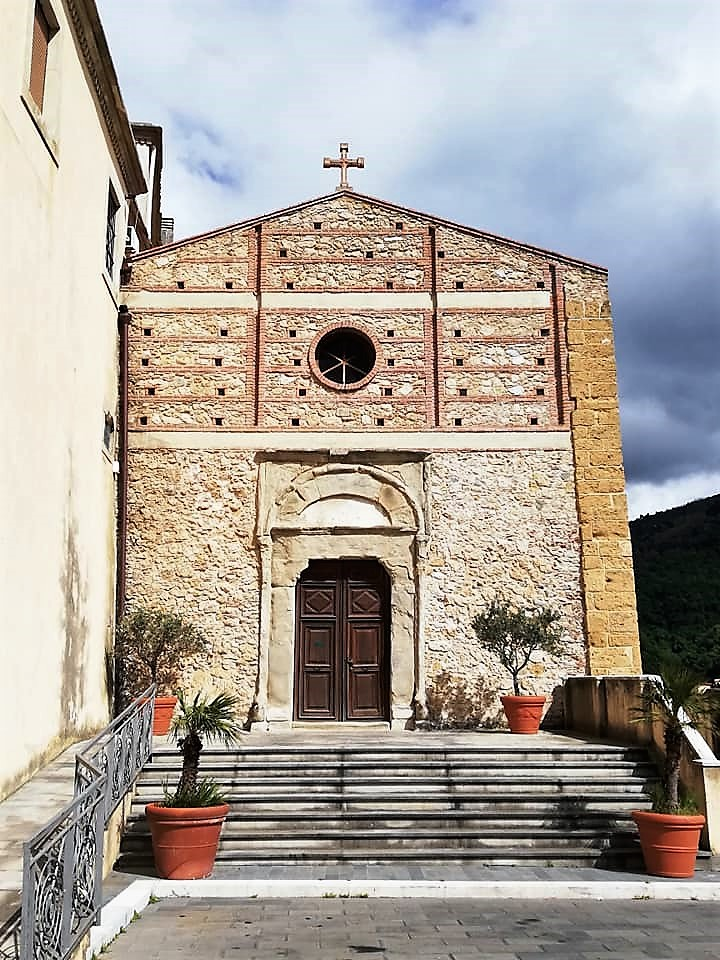
Prospetto.

## Storia
L'edificio risale verosimilmente alla prima metà del XIV secolo, sorge come cappella palatina del Castello di Castroreale, quest'ultimo fortilizio ingrandito e potenziato da Federico II d'Aragona.

### Epoca contemporanea
Il terremoto del 1908 causò il crollo parziale della facciata e del tetto, la perdita di alcuni dipinti e il danneggiamento del pavimento maiolicato, in quest'ultimo in seguito sostituito con la pavimentazione marmorea recuperata dalle distrutte chiese di San Nicolò e di Santa Maria dei Martiri.
Il terremoto del Golfo di Patti del 1978 causò il crollo parziale della copertura, circostanza che espose per lungo periodo i manufatti interni alle intemperie, causò una prolungata e forzata chiusura del tempio, impose una minuziosa e scrupolosa opera di restauro.
Per le opere statuarie custodite, la chiesa costituisce un piccolo museo ove è rappresentato il genio del rinascimento, del nascente barocco siciliano e ben quattro artisti di elevata statura artistica.
All'interno dell'unica navata, alle opere scultorie si alternano dipinti raffiguranti la Madonna dell'Idria del XVII secolo e la Madonna delle Grazie raffigurata tra Sant'Antonio di Padova e San Diego d'Alcalà, tela realizzata nei primi anni del XIX secolo, collocate nella controfacciata, entrambi opere provenienti dalla chiesa di Santa Maria degli Angeli. 
La Strage degli Innocenti di frate Simpliciano da Palermo del XVI secolo, la Natività della Vergine Maria di Giuseppe Bonfiglio del 1611 adornano le pareti del corpo centrale. In particolari ricorrenze è possibile ammirare le vare dei riti pasquali dell'Ecce Homo e del Cristo risorto raffigurato a lato della Croce con la Madonna e putti.

## Prospetto

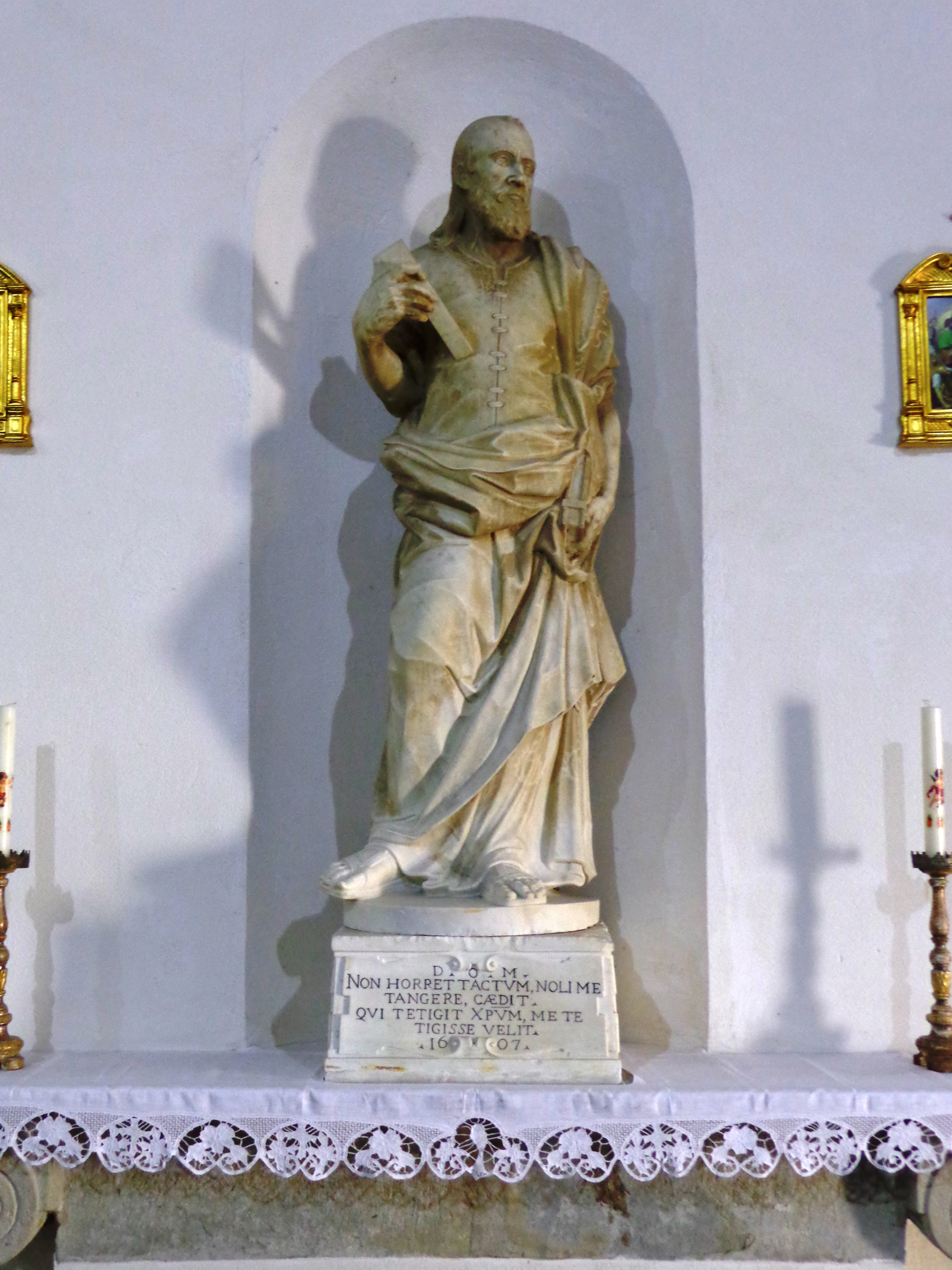
Statua di San Tommaso Apostolo.

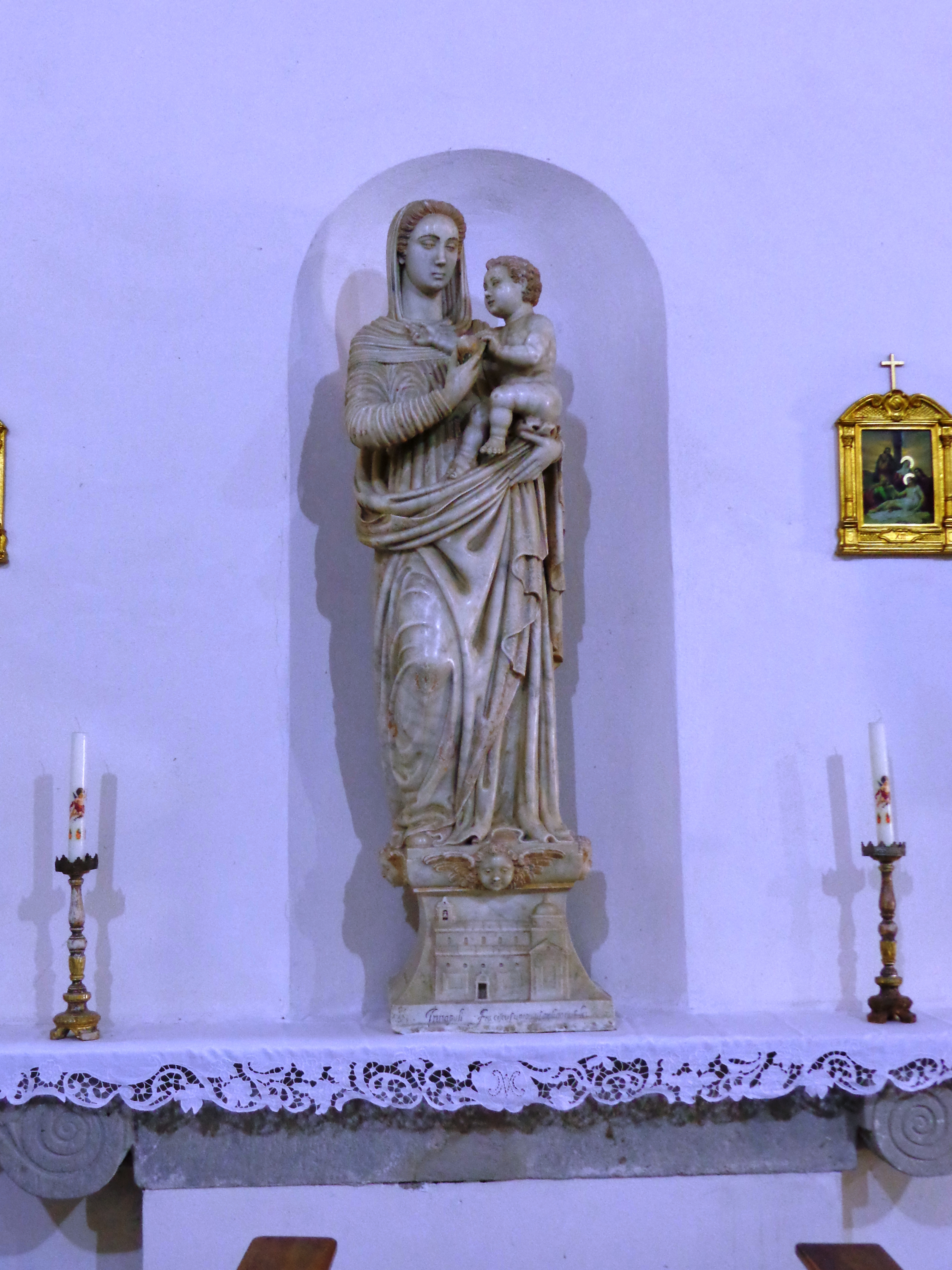
Statua di Santa Maria di Loreto.

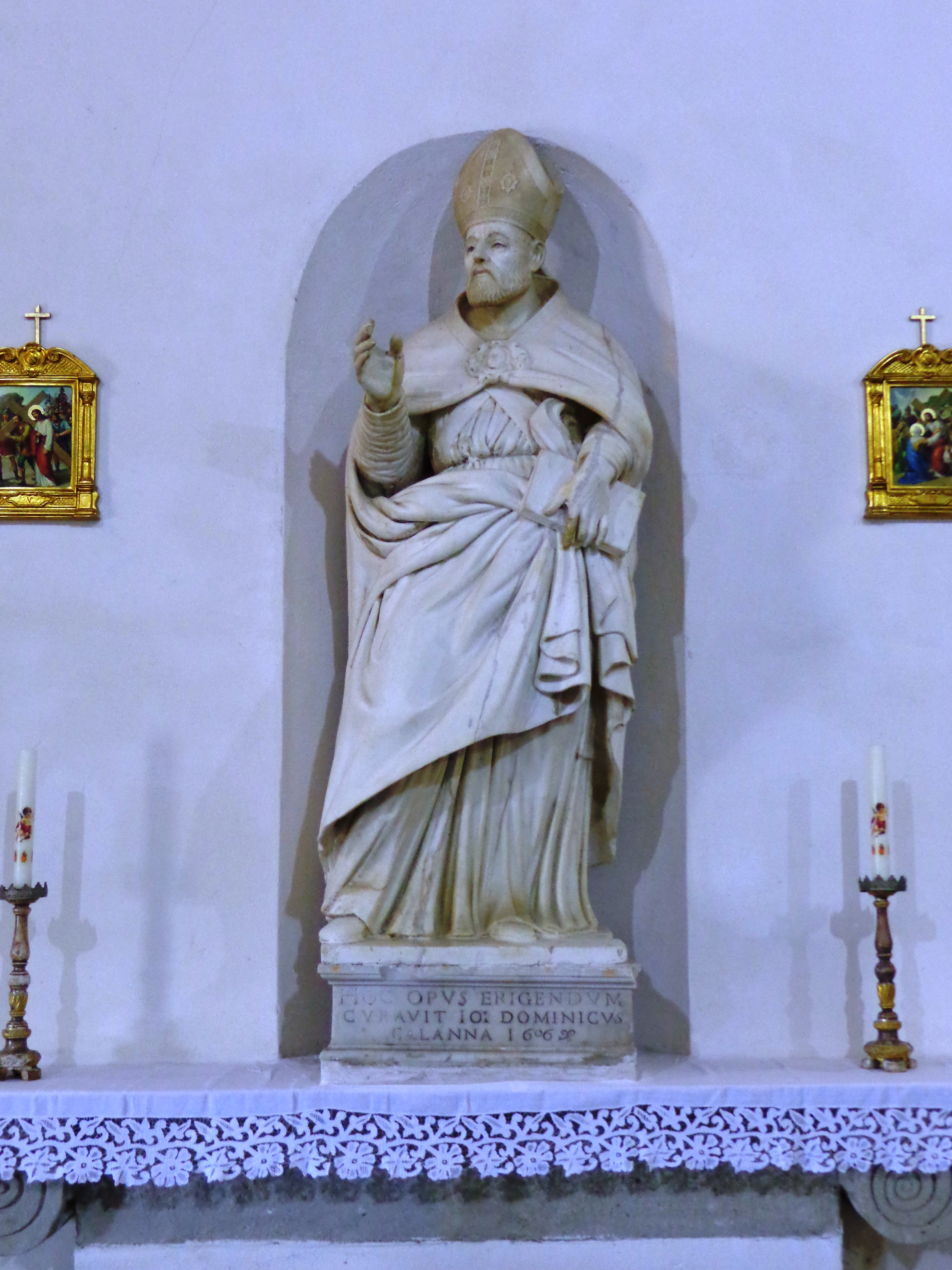
Statua di San Liberale Vescovo.

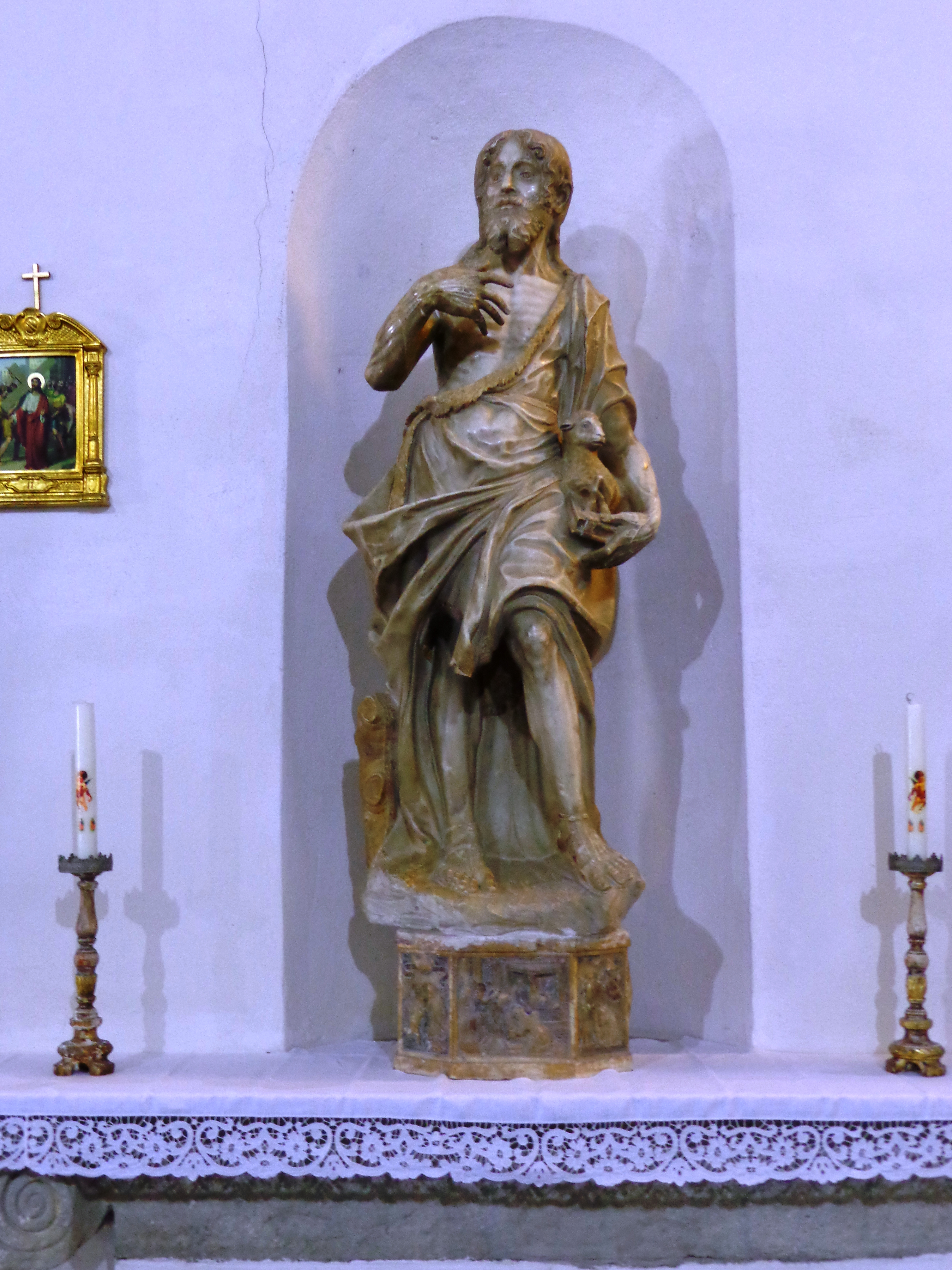
Statua di San Giovanni Battista.

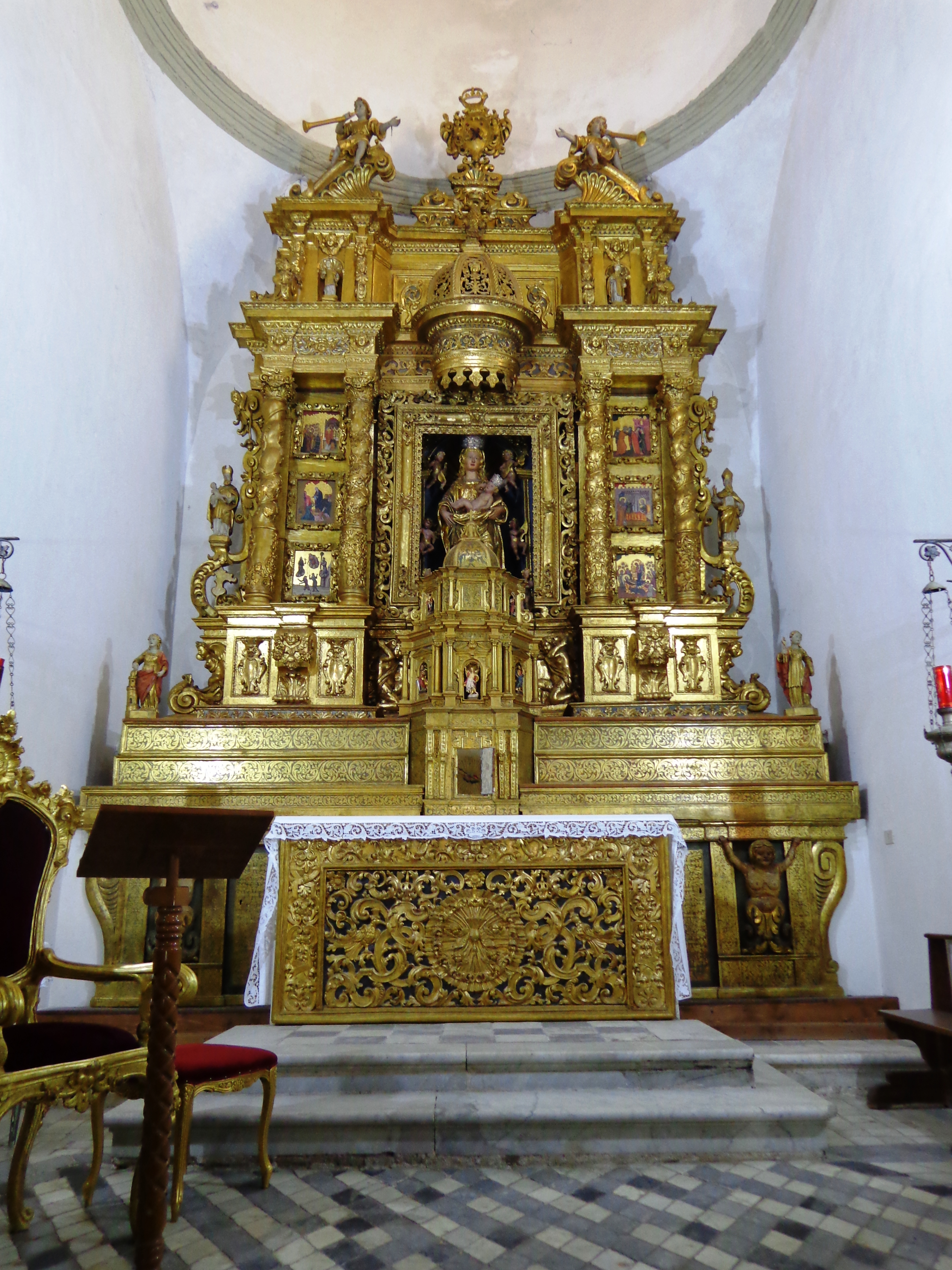
Tribuna.

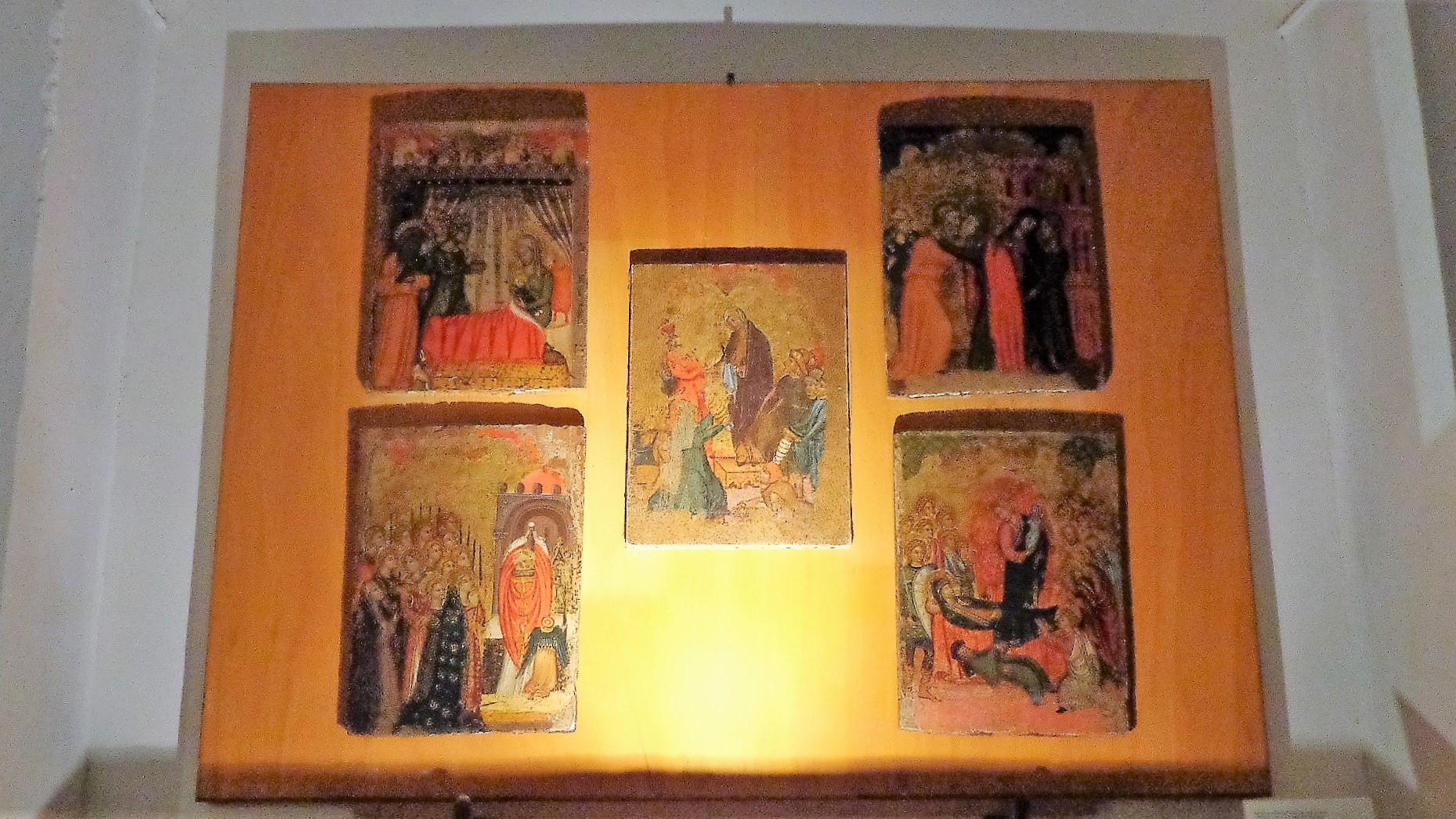
Tavolette della Candelora, originali custodite nella Pinacoteca di Santa Maria degli Angeli.

Una breve scalinata marmorea raccorda il piano stradale col sagrato della chiesa.
La facciata, recentemente oggetto di restauri in seguito al terremoto del Golfo di Patti del 1978, presenta un cornicione convesso in conci di pietra locale sul lato destro. L'unico ingresso rivolto a settentrione presenta un portalino di tipo durazzesco - catalano sormontato da oculo delimitato da mattoni in laterizi. La porta costituita da grossi pilastri e sormontata da robusto architrave con modanature, è inquadrata da due esili colonnine poggianti sulle groppe di animali, con tutta probabilità due leoni, resi irriconoscibili, causa l'azione endogena degli agenti atmosferici e la friabilità della pietra impiegata. La parte sovrastante l'architrave è occupata da arco che sottende una lunetta incorniciata da arco in rilievo raccordante le colonnine esterne. La lunetta e le parti non sottese da archi, allo stato attuale, non presentano tracce di decorazioni.

## Interno

### La navata, parete destra lato ovest
Sulla parete destra sono presenti i seguenti altari:
- Prima campata: Altare di San Tommaso. Sulla mensa dell'altare è collocata la statua marmorea raffigurante San Tommaso Apostolo del 1606, opera proveniente dalla chiesa di Santa Maria Assunta. La scultura reca l'iscrizione:

- Seconda campata: Altare della Vergine di Loreto. Sulla mensa dell'altare è collocata la statua marmorea raffigurante Santa Maria di Loreto opera di Francesco Antonio Molinaro del XVII secolo proveniente dalla chiesa di Santa Maria Assunta. La scultura è autografa nella parte inferiore dello scanello. Il piedistallo presenta scolpite teste di putti alati sui bordi superiori e, inciso sul lato anteriore, il prospetto laterale destro di un luogo di culto verosimilmente - per esclusione e presenza della cupola - identificabile con la stessa chiesa della Candelora nel periodo della realizzazione dell'opera.

### La navata, parete sinistra lato est
- Cappella della Redenzione. Ambiente ove sono documentate le raffigurazioni del:[1]
  - Peccato originale;
  - Natività di Gesù, oggi rappresentata con la grotta;
  - Crocifissione con Disma e Gesta, le Marie e San Giovanni Apostolo. Riproposizione della Passione di Gesù sul Golgota con elementi superstiti di varia provenienza. Arricchivano le pareti le decorazioni con affreschi riproducenti scene dell'Inferno, Purgatorio e Paradiso.

Sulla parete sinistra sono presenti i seguenti altari:
- Prima campata: Altare di San Liberale Vescovo. Sulla mensa dell'altare è collocata la statua marmorea raffigurante San Liberale Vescovo, opera di Domenico Calanna del 1606 proveniente dalla chiesa di Santa Maria Assunta. La scultura reca l'iscrizione:

- Seconda campata: Altare di San Giovanni Battista. Sulla mensa dell'altare è collocata la statua marmorea raffigurante San Giovanni Battista inizialmente attribuita a Andrea Calamech recentemente a Giovanni Battista d'Auria del 1568, opera proveniente dalla chiesa del Santissimo Salvatore.[3]

### L'altare maggiore
Tra le peculiarità del tempio, collocata nella zona absidale e incorniciata dallo splendido arco trionfale, è sicuramente la grandiosa tribuna lignea riccamente intagliata e ricoperta d'oro zecchino, architettata a forma di tempio, della prima metà del XVII secolo e attribuita a Giovanni Siracusano. Nel paliotto superbamente decorato con motivi fitoformi, nel disco a raggiera presenta lo Spirito Santo in sembianze di colomba attorniato da quattro teste di putti. Accanto alle volute laterali due erme col seno scoperto sostengono una trabeazione a quattro ordini di gradini finemente decorata con motivi a foglie d'acanto stilizzate che incorniciano il tabernacolo. Alle estremità sono presenti le statuette di sante, rispettivamente Santa Barbara sulla sinistra identificabile per la presenza iconografica della torre merlata e a destra Sant'Apollonia che reca in mano le tenaglie strumento del martirio.
Il tabernacolo è sormontato da un ciborio dallo sviluppo di un tempio con colonne e capitelli disposti su due ordini e cupola terminale. Nelle nicchie sormontate da timpani dei vani laterali del primo ordine sono presenti due pregevoli statuette degli apostoli San Pietro e San Paolo, il primo a destra identificabile per la chiave, il secondo dai trascorsi guerrieri per la spada a sinistra.
Nel vano centrale è presente il Cristo risorto. Al secondo ordine altrettante statuine impreziosiscono le nicchie laterali. Due coppie di colonne tortili incorniciano l'edicola centrale, la coppia centrale presenta fregi e decorazioni di tralci di vitigno più fitto ed elaborato, lo stesso vale per i capitelli. In posizione più elevata sono presenti le statuette raffiguranti un patriarca con bambino (San Giuseppe?) a sinistra e un personaggio in abiti vescovili e testo sacro. Le colonne tortili sostengono una doppia trabeazione con cornicioni culminanti con un timpano spezzato costituito da volute interne a ricciolo con sviluppo a conchiglia sulle cui cimase siedono musici con trombe.
Innumerevoli teste di putti alati adornano il variegato e articolato timpano, i contrafforti ospitano altre due statuette e delimitano un baldacchino sormontato da aquila bicipite con corona imperiale. Costituisce stele intermedia uno stemma coronato. Nell'edicola centrale tra sei angeli musici vi è la madonna in atto di presentare il Bambino Gesù al Tempio. La preziosa statua utilizzata in passato nei riti processionali della Candelora, non è più rimossa dal suo sito, al fine di prevenire possibili danneggiamenti alle preziose dorature, pertanto sulla vara è sostituita con una copia. Nelle parti della tribuna comprese tra le coppie laterali di colonne sono inserite sei tavolette, tre per ciascun lato, raffiguranti la storia e la devozione a Maria: Incontro tra San Gioacchino e Sant'Anna alla Porta Aurea, Natività della Vergine, Dormitio Virginis, Offerta dei ceri, bottega di Pietro Orimina. Gli originali sono custoditi al Museo Parrocchiale degli Arredi Sacri istituito presso la chiesa di Santa Maria degli Angeli.
Presbiterio:
- XIX secolo, Pulpito, manufatto ligneo, opera proveniente dalla chiesa di Sant'Agata.[5]
- 1613, Adamo ed Eva fra le fiamme del Purgatorio, pannelli lignei, opere ad ornamento dell'altare versus populum provenienti dal ciborio della Cappella del Santissimo Sacramento del duomo di Santa Maria Assunta.[5]

## Sacrestia

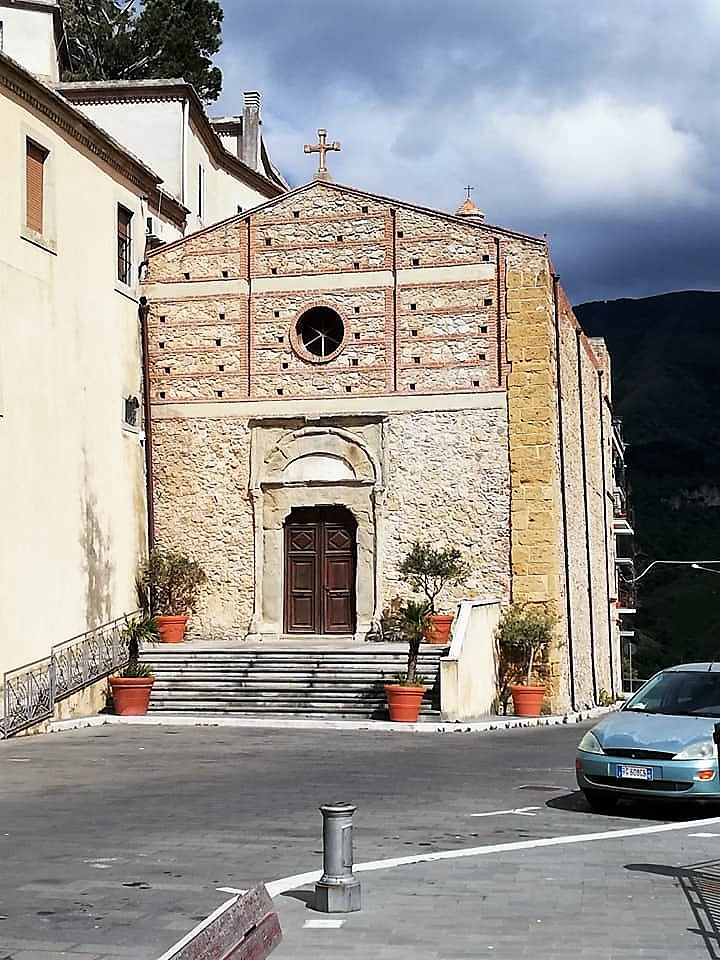
Prospetto.

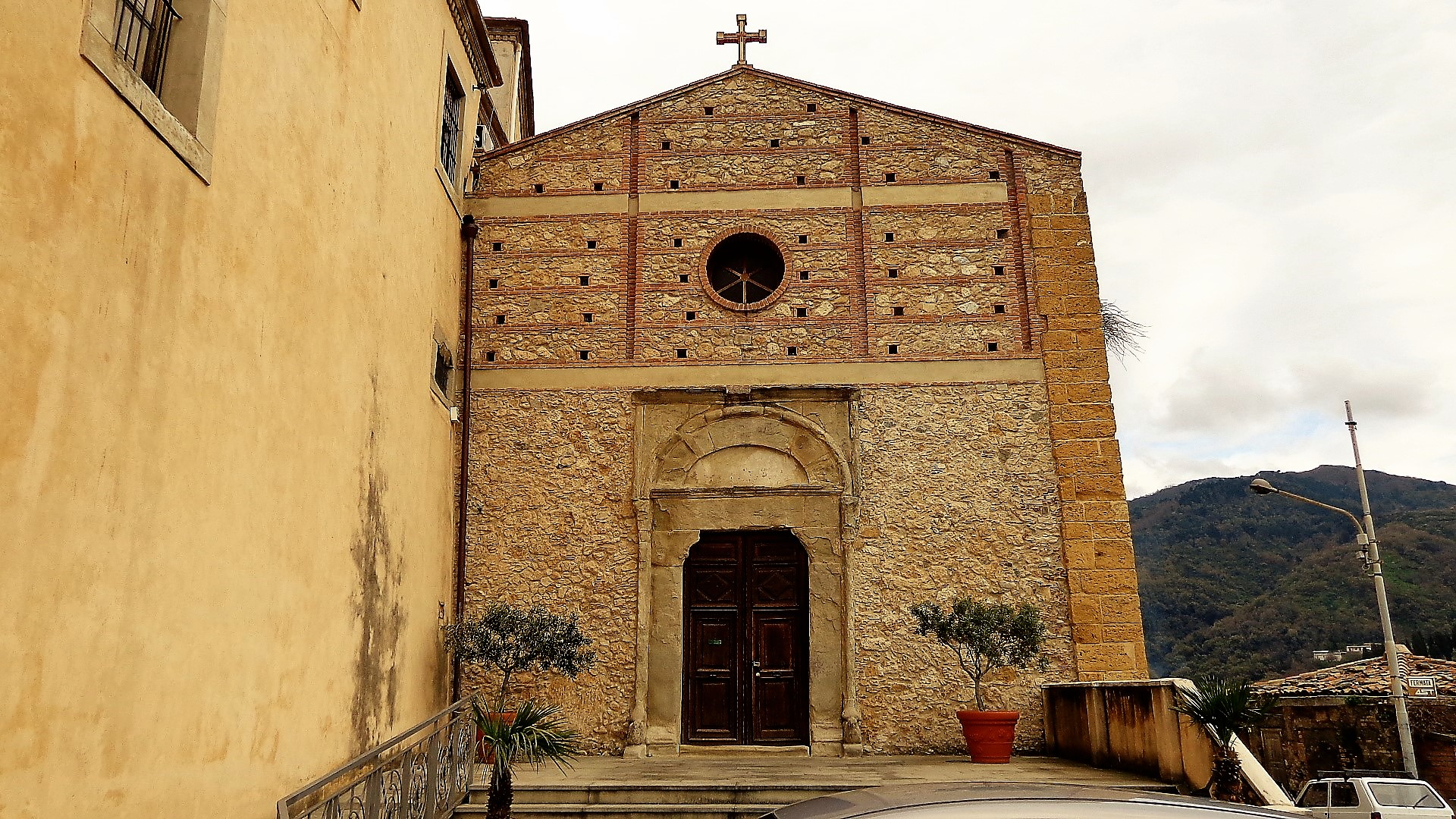
Prospetto.

- ?, Fonte, antica vasca lustrale, manufatto verosimilmente dismesso da ambiente arabo o ebreo e trasferita nella sacrestia del duomo di Santa Maria Assunta.[6]

## Ospedale
- XV secolo, Primitiva istituzione documentata.[7] In ambienti della primitiva struttura teneva Consiglio la comunità ebrea di Castroreale.

## Confraternita
- XV secolo, Sodalizio attestato. La funzione principale della comunità era quella di accompagnare il Santissimo Viatico (la comunione amministrata ai fedeli gravemente infermi) e di difenderlo dai dileggi degli infedeli (accezione locale per indicare chi professava la religione ebraica).[8]

## Feste religiose
- 2 febbraio, Festa della Candelora. In occasione della ricorrenza è riproposta l'antica «Fiera della Candelora».

Ricorrenze documentate:
- Sant'Antonio Abate.[8]
- San Biagio Martire, Vescovo di Sebaste.[8] Figura oggi venerata con artistica vara.
- Santo Stefano Protomartire.[8] Culto praticato mediante venerazione di dipinto raffigurante la Lapidazione di Santo Stefano, opera scomparsa dopo il terremoto del 1908.
- San Giacinto Confessore.[8] Culto praticato mediante venerazione di dipinto raffigurante la Vergine con i Santi Giacinto e Margherita, opera scomparsa dopo il terremoto del 1908.
- San Giobbe.[9]
- Santa Barbara e Santa Apollonia.[10] Memoria di culto praticato mediante venerazione di dipinti oggi scomparsi, opere di Pietro Cannata e documentati da Giuseppe Grosso Cacopardo.

## Galleria d'immagini
Gesù e Maria, Disma, Golgota e Addolorata, Gesta, Navata.